# Félix Gustave Saussier
Félix-Gustave Saussier, né le 16 janvier 1828 à Troyes et mort le 19 décembre 1905 au château de Thimécourt à Luzarches, est un général français, grand-croix de la Légion d'honneur et médaillé militaire.
Saint-Cyrien, il fait les campagnes d'Algérie, de Crimée, d'Italie, du Mexique, combat durant la Guerre de 1870 puis est commandant en chef du second corps expéditionnaire en Tunisie à partir de juillet 1881. Promu général de brigade en 1871 puis général de division en 1878, il est membre puis vice-président du Conseil supérieur de la guerre de 1889 à 1897.

## Biographie

### Formation
Né dans une famille d'industriels du textile de Troyes, il entre à Saint-Cyr à 20 ans, d'où il sort en 1850. 

### Guerre de Crimée
Lors de la Guerre de Crimée, il est sous-lieutenant au régiment étranger, puis lieutenant à Sébastopol, où il est blessé et décoré de la Légion d'honneur en 1855 par le général Canrobert. 

### Algérie
Il participe à la conquête de l'Algérie et est blessé en Grande Kabylie.

### Campagne d'Italie (1859)
Il participe ensuite à la campagne d'Italie en 1859, à Magenta et Solférino.
En 1861, il est puni de deux mois de prison militaire pour avoir contesté devant la troupe, « dans un état de fureur incroyable »[réf. nécessaire], une punition que lui avait infligée son commandant. 

### Expédition du Mexique (1862-1865)
Il part ensuite pour la campagne du Mexique avec le régiment étranger. Il y est fait officier de la Légion d'honneur à la suite du siège d'Oaxaca. Commandant la compagnie de Paso del Macho, il est le dernier à voir la 3e compagnie du régiment étranger avant son combat mémorable de Camerone. 
Nommé lieutenant-colonel au retour du Mexique, il doit quitter les rangs de la Légion étrangère. 

### Guerre de 1870
Durant la guerre franco-allemande de 1870-1871, il sert alors au 41e de ligne au cours de la bataille de Metz. Colonel en 1870, il prend part aux batailles de Borny-Colombey, Saint-Privat. Il refuse de souscrire aux termes de la capitulation de Bazaine et signe, avec la plupart des officiers de son régiment, une protestation, s'offrant de sortir pour combattre les armes à la main. Prisonnier des Prussiens à la chute de Metz, il est d'abord emmené à Cologne puis, en novembre, à la citadelle de Graudenz, sur la Vistule. Il réussit à s'en échapper le 26 décembre et à rejoindre la France, où, nommé général de brigade le 5 janvier 1871, il reprend du service dans l'armée de la Loire.

### Révolte de Mokrani (1871)
Au cours de l'insurrection d'Algérie de 1871, il commande la 2e brigade active qui forme la colonne de Kabylie orientale et combat d'avril à octobre de cette année. 

### Député républicain de l'Aube (1873-1876)
Élu député républicain de l'Aube en 1873, il rejoint de nouveau l'armée en 1878 pour être nommé général de division. 

### Conquête de la Tunisie par la France (1881)
En mars 1879, il commande le  19e corps d'armée en Algérie. L'année suivante, il commande le commandement du 6e corps qu'il quitte en juin 1881 pour reprendre de nouveau le commandement  du 19e corps d'armée en Algérie, qu'il conserve jusqu'en mars 1884, où la situation devient critique. 
À partir de juillet 1881, il commande le second corps expéditionnaire de Tunisie qui pacifie le pays (avec notamment la prise de Kairouan) et le sud de l'Algérie. 
Le 8 juillet 1881, il est élevé à la dignité de grand officier de la Légion d'honneur puis décoré de la médaille militaire le 11 juillet 1882.

### Gouverneur militaire de Paris (1884-1897) et vice-président du Conseil supérieur de la guerre (CSG)
En 1884, il est nommé gouverneur militaire de Paris, fonction qu'il exerce jusqu'en 1897.
En juin 1886, le ministre de la Guerre Georges Boulanger cherche à l'évincer de ce poste qui lui fait de l'ombre. Alors que le journal Le Gaulois attaque l'administration militaire, le gouverneur répond publiquement. Le gouverneur est en tort et Boulanger en profite pour lui envoyer un blâme et muter son chef d'état major à Marseille. Saussier défend alors son adjoint tandis que la presse radicale pense qu'il l'a sacrifié. Boulanger tente d'aller plus loin et présente au Conseil des ministres un décret pour mettre le général en disponibilité. Cependant, le Président Grévy refuse de signer et Boulanger doit reculer, d'autant plus que Saussier lui-même a présenté sa démission qui fut refusée par le gouvernement.
Il est membre du Conseil supérieur de la guerre de 1882 à 1903, dont il assure la vice-présidence de 1889 à 1897.
En 1887, il est l'un des candidats des monarchistes à l'l'élection présidentielle, sans succès. 
Il est élevé à la dignité de grand-croix de la Légion d'honneur le 12 juillet 1887.  
En octobre 1887, il préside un conseil d'enquête dans le cadre du Scandale des décorations.

### Dernières années
Il meurt le 19 décembre 1905, au château de Thimécourt, propriété qu'il possède aux environs de Luzarches, et il est inhumé au cimetière de Troyes (Aube).

## Hommages
Une rue de Troyes porte son nom.

## Affaire Dreyfus

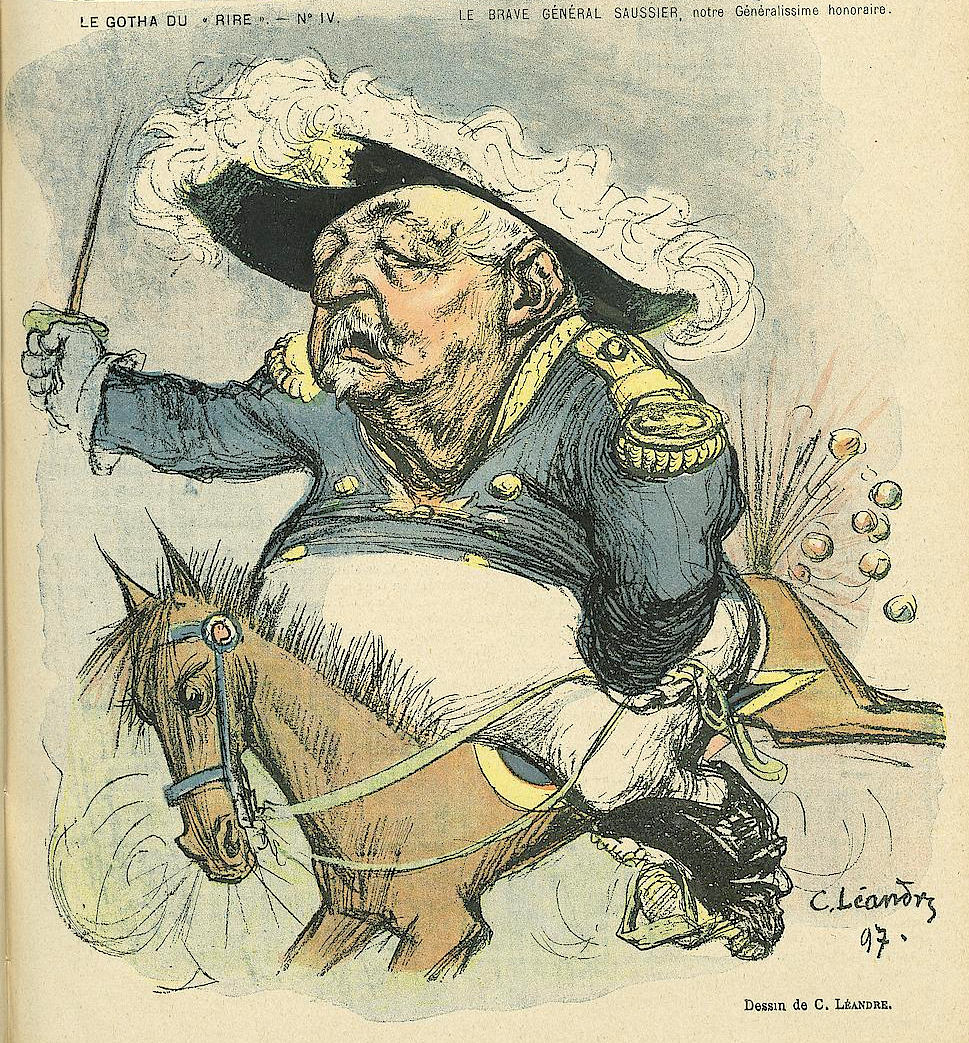
Sous le titre le brave général Saussier, notre généralissime honoraire, Saussier caricaturé par Charles Léandre dans Le Rire, 15 janvier 1898.

L'écrivain Henri Guillemin a émis l'hypothèse que le général Saussier ait pu jouer un rôle dans l'affaire Dreyfus. Il s'étonne en effet du comportement de Saussier dans les débuts de l'affaire.
Le 7 octobre 1894, le général Saussier, alors vice-président du Conseil supérieur de la guerre et gouverneur militaire de Paris, s'était rendu dans le bureau du ministre des Affaires étrangères Gabriel Hanotaux, pour lui demander d’arrêter toute enquête concernant la découverte du bordereau. Dans le contexte d'une affaire de haute trahison, cette volonté d'étouffer l'enquête de la part de la plus haute autorité militaire française étonne Guillemin.
La veille de l'intervention de Saussier, le 6 octobre 1894, le colonel Henri d'Aboville avait déclaré reconnaître l'écriture d'Alfred Dreyfus sur le bordereau. Saussier connaissait-il les ressorts de cette grande mystification ? Savait-il l'innocence de Dreyfus et cherchait-il à l'épargner ? Connaissait-il la culpabilité d'Esterhazy, dont sa maîtresse était proche, qui elle éclaterait au grand jour l'éclabousserait du scandale ?
Saussier, célibataire amateur de jolies femmes, entretenait une liaison suivie au moment de l'affaire avec la femme de son officier d'ordonnance Maurice Weil, qui était ami d'Esterhazy.
Certains auteurs ont cherché à lier Esterhazy à une source possible dans l'état-major français. L'existence de cette source n'a jamais été établie. Le nom du général Rau a été avancé par certains auteurs. Guillemin a émis l'hypothèse que madame Maurice Weil, née autrichienne, ait pu être la « source » d'Esterhazy et qu'elle aurait volé des documents chez le général Saussier.
Selon Guillemin, Jean Sandherr, chef du service de renseignement, savait qu'Esterhazy portait des documents à l'Allemagne, mais il ne pouvait le confondre puisqu'il savait également que cette affaire pourrait compromettre une très haute autorité militaire française, le général Saussier.
Sandherr serait l'auteur de la mystification. Il aurait fait écrire le bordereau à Esterhazy sous la dictée et aurait fait croire qu'on avait trouvé le bordereau dans la corbeille de l'attaché militaire allemand Schwartzkoppen. En diffusant par la suite des copies du bordereau dans les bureaux militaires, il aurait cherché à alerter Saussier, qui, l'ayant sous les yeux, se serait aperçu que certains documents mentionnés par le bordereau venaient de chez lui et se serait alors montré plus prudent vis-à-vis de sa maîtresse. Schwartzkoppen précise dans ses cahiers qu'après la « découverte » du bordereau en 1895, les documents qui lui sont fournis par Esterhazy sont de bien moindre importance et qualité. Selon Guillemin, la source s'était donc tarie.

## Distinctions
- Grand-croix de la Légion d'honneur (12 juillet 1887)[8]
- Médaille militaire (11 juillet 1882)

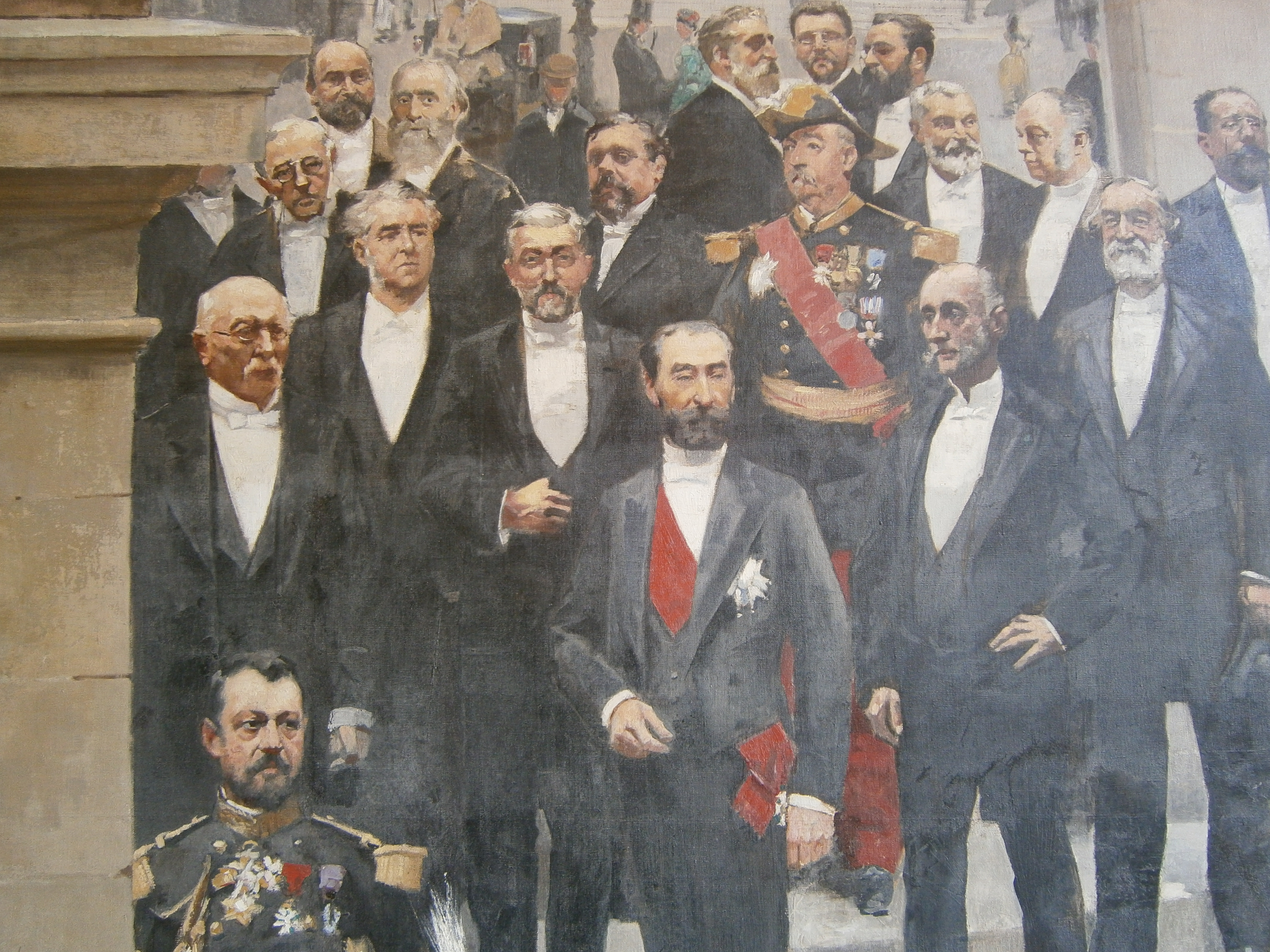
Henri Gervex et Alfred Stevens, Le panorama du siècle, 1889, huile sur toile conservée au Musée Carnavalet (le général Saussier est représenté en uniforme derrière le président Carnot).

- Chevalier de l'ordre de Saint-Alexandre Nevski